# Ale Hop!
Ale Hop! is een computerspel dat in 1988 werd ontwikkeld en uitgegeven door Topo Soft voor de MSX-computer. De bedoeling van het spel is binnen een gestelde tijd een hindernisbaan af te leggen.